# Хрульов Андрій Васильович
Андрій Васильович Хрульов (18 (30) вересня 1892 —9 червня 1962) — радянський військовий і державний діяч, генерал армії (1943). У 1943—1946 роках начальник тилу Радянської Армії, одночасно (у 1942 —1943 роках) був народним комісаром шляхів сполучення СРСР. Після звільнення з лав Збройних Сил на керівних посадах будівельних, автомобільних та промислових міністерств СРСР. Депутат Верховної Ради СРСР 2-го скликання.

## Життєпис
Народився в с. Велика Александровка Ямбурзького повіту Санкт-Петербурзької губернії Російської імперії (тепер Кінгісеппський район Ленінградської обл. РФ) у родині коваля. 1903 року закінчив земську школу та подався на заробітки до Санкт-Петербургу. Революційні події застали його у Петрограді.
Член КПРС з 1918 року.
У Радянській Армії з 1918 року. Учасник Жовтневого перевороту в Петрограді і громадянської війни (був військовим комісаром 11-ї кавалерійської дивізії 1-ї Кінної армії).
З 1921 р. на посадах комісара полку, дивізії.
У 1925 р. закінчив Вищі військово-політичні академічні курси вищого політскладу РСЧА.
В 1928-30 роках заступник начальника політуправління Московського військового округу.
З 1930 по 1936 рік начальник Центрального військово-фінансового управління РСЧА. У листопаді 1935 р. отримує позачаргове звання корпусного комісара.
Від серпня 1936 року начальник будівельно-квартирного управління Наркомату оборони СРСР. З травня 1936 — вже начальник військово-будівельного управління Київського військового округу.
З жовтня 1939 року на посаді начальника Управління постачань РСЧА.
По результатам Зимової війни СРСР проти Фінляндії, з не виправдано великими військовими втратами для Червоної армії, постало питання про неналежну тилову роботу у військах. Для виправленя ситуації, в 1940 році, керівництвом РСЧА було прийнято рішення створення Головного інтендантського управління РСЧА, першим очільником якого став А.В. Хрульов. У цьому ж році отримує звання генерал-лейтенанта інтендантської служби.
Після початку німецько-радянської війни в серпні 1941 року призначений заступником наркома оборони і начальником Головного управління тилу. Одночасно з березня 1942 по лютий 1943 року нарком шляхів сполучення СРСР, а з травня 1943 року начальник Головного управління тилу Радянської Армії. В листопаді 1942 року також отримує позачергове військове звання генерал-полковник інтендантської служби.
У 1943 р. отримує звання Генерала армії.
З 1946 р. начальник тилу Збройних сил СРСР і заступник міністра Збройних сил СРСР по тилу.
У 1946-59 роках був депутатом Верховної Ради СРСР.
Під час проведення чистки вищого комскладу в Збройних Силах в 1951 році знятий зі своєї посади. Після звільнення з лав Збройних Сил переведений на цивільні посади заступником міністра промисловості будівельних матеріалів СРСР. Потім заступник міністра автомобільного транспорту і шосейних доріг СРСР (1953-56), ще пізніше заступник міністра будівництва СРСР (1956-57).
З 1958 р. військовий інспектор-радник в Групі генеральних інспекторів Міністерства оборони СРСР.
Помер 9 червня 1962 року. Похований на Красній площі біля Кремлівської стіни.

## Нагороди
Нагороджений 2-а орденами Леніна, 4-а орденами Червоного Прапора, іншими орденами, 2-а орденами Суворова 1 ступеня, іноземними орденами та медалями.